# 水間鐵道
水間鐵道（日语：／ Mizuma Tetsudō */?）是以日本大阪府貝塚市為中心營運鐵路與巴士的公司。總部設於大阪府貝塚市。略稱為水鐵，官方網站的URL也是「suitetsu.com」。巴士業務稱為「水鐵巴士」。東證1部上市企業Gourmet枚屋的全資子公司。

## 歷史
2024年4月17日，水間鐵道迎來開業的100周年。

## 路線
| 中文線名 | 日文線名 | 起點   | 終點       | 長度（公里） |
| -------- | -------- | ------ | ---------- | ------------ |
| 水間線   |          | 貝塚站 | 水間觀音站 | 5.5          |

## 外部連結
- 水間鐵道官方網站 （页面存档备份，存于）
- 水間鉄道株式会社的Facebook專頁
- 【公式】水間鉄道 / Mizuma Railway的X（前Twitter）（2022年3月9日 - ）
- 弘南鉄道【公式】+水間鉄道 & PROJECT 7000♡【公式】的X（前Twitter）